# Ginger Snaps
Ginger Snaps er en amerikansk horrorfilm fra 2000. 

## Handling
Ginger og B, elsker det makabre og en hobby af deres er at iscenesætte og fotografere deres egen død. De gør alt sammen og har lavet en pagt om, at de vil dø sammen, men kan de holde det?
Ved fuldmåne, samme nat som Ginger har sin første menstruation, bliver hun bidt af et dyr. I dagene der følger begynder hendes krop og temperament at ændre sig markant. B forsøger at hjælpe og kurere hende, men tiden er knap, for Halloween og næste fuldmåne nærmer sig og et spørgsmål bliver ved at dukke op; hvad var det egentlig der bed Ginger?